# Mary Treadgold
Mary Treadgold född 16 april 1910 i London, död 2005, var en brittisk barnboksförfattare.
Treadgold studerade vid St Paul's Girls School och Bedford College, London. Hon var förläggare vid företaget Raphael Tuck och senare vid Heinemanns som deras första barnboksredaktör. 
I sin anställning fick Treadgold ofta läsa berättelser om ponnyer och ponnyklubbar. Hon blev då varse hur undermåliga många av dessa var och beslutade sig att skriva egna. Medan hon tog skydd i ett skyddsrum under en flygräd under andra världskriget började hon skriva We Couldn't Leave Dinah, som på svenska först fick heta Sista båten har gått (1943), men sedan kom i ny utgåva 1957 under titeln Ponnyklubbens hemlighet. Även hennes bok No ponies har utkommit på svenska 1946 under titeln De försvunna ponnyerna.

## Priser och utmärkelser
- Carnegie Medal 1941 för We Couldn't Leave Dinah